# Spalax nehringi
Spalax nehringi là một loài động vật có vú trong họ Spalacidae, bộ Gặm nhấm. Loài này được Satunin mô tả năm 1898.